# La Lisa
La Lisa è un municipio della capitale cubana dell'Avana.

## Geografia
Il municipio de La Lisa ha origine nei primi decenni del 1800 e deve il suo nome a una taverna di nome Liza dove si fermavano per mangiare e dormire i mercanti partiti dal porto di San Cristóbal de La Habana diretti verso l'estremo occidente cubano.
Con una estensione di quasi 38 km² copre il 5% del territorio cittadino. Fanno parte del municipio de La Lisa 3663 ettari di terreni, il 27 % dei quali destinati ad uso agricolo. Il 3% e occupato da acqua. Ha 123 000 abitanti, il 52% di sesso femminile, con una densità di circa 3 200 abitanti per km²
La Lisa non è uno dei municipi avaneri di maggior interesse turistico, al suo interno si trova una sola discoteca rilevante La Macumba nel complesso turistico La Girardilla e il Museo dell'Aviazione. Il ristorante più noto è “El Pedregal”. Riveste invece una notevole importanza in campo medico per al presenza di un polo scientifico di fama internazionale che comprende l'istituzione Finlay, l'Istituto di Medicina Tropicale, l'ospitale ortopedico Frank Pais e l'industria farmaceutica dove viene prodotto il PPG, miracoloso farmaco cubano anticolesterolo.

## Amministrazione

### Gemellaggi
- Albacete
- Láncara[1]
- Mislata